# 국제 태권도 연맹
국제 태권도 연맹(國際跆拳道聯盟, 영어: International Taekwondo Federation, ITF, 문화어: 국제태권도련맹)은 1966년 3월에 최홍희가 주축이 되어 설립한 국제 태권도 단체이다.

## 창립
육군 장성 출신이던 최홍희는 한국군에 맞는 격투술을 연구하다 태권도라는 명칭을 만들었고, 해방 이후 활동하던 여러 체육관(주로 공수도 도장)을 모아 1959년 대한태권도협회가 창립했다. 하지만 노선 갈등 등으로 협회는 1961년 대한태수도협회로 개칭되었고(WT 기준 오늘날 대한태권도협회의 시초), 1965년에 최홍희가 회장에 앉으며 다시 대한태권도협회로 바뀐다.
하지만 내부 싸움이 지속되면서 최홍희는 대한태권도협회에서 물러나게 되고, 대신 1966년 조선호텔에서 9개국이 참가한 국제 기구인 국제 태권도 연맹(ITF)이 창립되고 초대 회장으로 추대된다. 1년 후엔 가입국이 40개국으로 늘어나며 생각보다 빨리 규모가 커진다.
1972년 최홍희가 박정희 정권과 정치적 갈등을 겪게 됨에 따라 캐나다로 망명하게 되면서, ITF의 본부도 캐나다 토론토로 이전하게 되고, 대한민국 정부에서는 세계 태권도 연맹(WTF)을 새로 창설하여 한동안 세계 태권도계를 양분하게 된다.
1980년대 이후에는 북한을 비롯한 공산권 국가에도 진출하게 된다.

## 연혁
- 1955년 명칭제정위원회발족(태권도명칭 합의)
- 1959년 대한태권도협회 창립(초대회장 최홍희)
- 1961년 9월 16일 대한 태수도 협회로 개칭
- 1962년 6월 20일 대한체육회 경기단체로 가입승인
- 1966년 3월 22일 국제 태권도 연맹(International Taekwon-do Federation) 창립
- 1972년  캐나다로 망명
- 1972년 국제 태권도 연맹, 캐나다 토론토로 본부 이전
- 1982년 국제 태권도 연맹  북한에 태권도전파

## 세계태권도 연맹 (World Taekwondo; WT)과의 차이
세계 태권도 연맹 측 태권도 (WT)와 국제 태권도 연맹 측 태권도 (ITF)는 40년간의 독자적 발전이 진행되었기에 기술과 용어에 큰 차이를 보이고 있다. WT 태권도가 올림픽 정식 종목에 지정됨에 따라 스포츠화가 진행이 되었다면, ITF 태권도는 무술이 가진 본연의 특성을 지닌 형태로 발전되었다.
ITF 태권도 기술에 대한 시작은 최홍희가 저술한 육군 태권도 교본에서부터 시작되었다고 보고 있다. 이때 공식적으로 군에 보급된 태권도 교본 내용은 민간도장에서 수련하던 공수도 및 당수도 형과 다르게 새로 정립한 20개의 형을 보급하는데 최홍희의 호를 따 '창헌류'라 지칭하고 있다. 형의 이름은 한국의 역사 사건과 인물에서 따서 천지, 단군, 도산, 원효, 율곡, 중근, 퇴계, 화랑, 충무, 광개, 포은, 계백, 유신, 충장, 을지, 삼일, 최영, 고당, 세종, 통일로 지었다.
현재 ITF 태권도는 위 초기 창헌류 20개의 형에 4개의 형(의암틀, 연개틀, 문무틀, 서산틀)을 더해 24개의 "틀"이라 명칭한다. WT의 "품새"와 같은 개념이 ITF에선 "틀"이라고 볼 수 있다. 육군 오도관 출신들은 대부분 20개의 창헌류 형을 기억하고 있으며 60년대 미국으로 진출한 많은 사범들 또한 20개의 형을 가르치기도 했다. 최홍희는 틀이 24개인 이유를 "하루 24시간, 즉 나의 전생애를 의미하는 것"이라 표현했다. 24개의 틀 중 "화랑틀" "충무틀" "을지틀"은 최홍희의 부관이었던 남태희 대위가 만들었다고 전해진다.
또한 IFT 태권도의 대련은 WT 태권도의 겨루기와 그 형태와 규칙면에서 큰 차이를 보이고 있다. WT 태권도는 몸통과 얼굴을 보호하는 보호구를 착용하고, 각 선수의 복숭아 뼈 아래의 부위로 규칙으로 지정된 부위를 공격하였을 시에만 득점이 인정이 된다. 또다른 WT 태권도 겨루기의 특징으로는 전자호구의 도입으로 인한 ICT 기반의 공정한 득표 판정 시스템의 도입과 글러브 없이 주먹으로 상대의 얼굴을 가격하면 반칙이 적용되는 룰을 가지고 있다. 반면, ITF 태권도의 대련은 몸통과 얼굴 보호대 없이 손과 발을 사용하여 상대방을 공격하는 방식으로 경기가 진행이 된다. 또한 주먹으로 상대방의 얼굴까지 공격할 수 있어 보이에 따라 실전성의 성격을 띠고 있다는 평을 많이 받는다.
| 급(단) | 틀                  | 내용 |
| ------ | ------------------- | --- |
| 10급   | 사주찌르기/사주막기 | 10급 혹은 초심자들이 수련하는 것으로써 사(四)는 동서남북 혹은 앞뒤좌우를 주(柱)는 기둥을 뜻한다. 즉 사방(四方)을 향하여 공격과 막기를 하는 것이다. |
| 9급    | 천지                | 문자 그대로 하늘과 땅이란 말인데 이것은 우주의 창조와 인간의 시초를 뜻한 것으로서 초심자들이 제일 먼저 배우는 틀이다. 그리고 연무선(+)을 두 번 돌게 한 것은 한번은 하늘을 그리고 또 한번은 땅을 각각 의미한 것이다. |
| 8급    | 단군                | 기원전 2333년에 조선을 창조한 전설에 가까운 단군성조를 뜻한 것이다. |
| 7급    | 도산                | 평생을(1876-1938) 조선독립운동과 학계에 헌신한 안창호 선생의 아호를 딴 것이다. |
| 6급    | 원효                | 686년 신라에 불교를 전수한 원효대사를 뜻한 것이다. |
| 5급    | 율곡                | 조선의 철학가이자 학자인 이이(1536-1584) 선생의 아호를 딴 것으로서 38개 동작은 그가 탄생한 지역의 위도를 그리고 연무선(士)은 선비를 각각 의미한 것이다. |
| 4급    | 중근                | 조선 주둔 초대 일본인 총독이며 조일합병의 괴수로 널리 알려진 이토 히로부미를 하얼빈역에서 처단한 애국자 안중근 의사를 뜻한 것으로서 32개 동작은 그가 1910년 여순감옥에서 순국할 때의 연령을 의미한 것이다. |
| 3급    | 퇴계                | 한학의 권위자인 대학자 이황(16세기) 선생의 아호를 딴 것으로서 37개 동작은 그가 탄생한 지역의 위도를 그리고 연무선(士)은 선비를 각각 의미한 것이다. |
| 2급    | 화랑                | 제7세기 신라시대에 청소년으로 구성된 하나의 군사단체로서 삼국통일의 원동력이 된 화랑도를 뜻한 것이다. |
| 1급    | 충무                | 거북선을 발명한 이순신 장군의 시호를 딴 것으로서 이 틀이 왼주먹공격으로 끝마친 것은 넘쳐흐르는 충성심에 사로잡혀 그가 가지고 있는 능력을 다 발휘할 기회를 가지지 못하고 순직한 것을 상징한 것이다. |
| 1단    | 광개                | 만주 대륙의 대부분을 포함한 모든 실지를 회복한 고구려 제 19대 왕인 광개토대왕을 의미한 것이다. 연무선(土)은 실지를 회복하고 또 강토를 넓힌 것을 표시하며 39개 동작은 그가 왕위에 오른 391년의 처음 두 수자를 뜻한 것이다. |
| 1단    | 포은                | 유명한 시조 '이 몸이 죽고 죽어 일백번 고쳐 죽어 백골이 진토되어...'를 읊은 고려 말기의 충신이자 성리학의 선구자인 정몽주(14세기)선생의 아호를 딴 것으로서 연무선(一)은 그의 변함없는 충절을 표시한 것이다. |
| 1단    | 계백                | 백제의 명장 계백장군(660)을 뜻한 것으로서 연무선(l)은 엄격한 군기를 표시한 것이다. |
| 2단    | 의암                | 3.1 독립운동(1919)때의 조선민족을 대표한 손병희 선생의 아호를 딴 것으로서 45개 동작은 1905년에 동학을 천도교로 개명선포할 때의 그의 연령을 의미한 것이며 연무선(l)은 조선민족의 번영을 위해 바친 그의 백절불굴의 정신을 뜻한 것이다. |
| 2단    | 충장                | 제14세기 익호장군으로 용맹을 떨친 김덕령 장군의 시호를 딴 것인데 마지막 동작이 왼손으로 끝난 것은 장군이 27세에 모략으로 옥중에서 억울한 죽음을 당할 때 할 일을 다하지 못한 채 어린 나이에 처형된 것을 의미한다. |
| 2단    | 고당                | 평생을 독립운동과 학계에 헌신한 애국자 조만식 선생의 호를 딴 것으로서 39개 동작은 그가 탄생한 지역의 위도와 투옥한 회수를 의미하는 것이다. |
| 3단    | 삼일                | 이것은 1919년에 역사적인 3.1 독립운동이 선포된 3월 1일을 의미한 것이며 33개 동작은 독립선언문에 서명한 33인의 조선민족대표를 뜻한 것이다. |
| 3단    | 유신                | 삼국통일에서 이름을 떨친 신라의 명장 김유신 장군을 뜻한 것으로서 68개 동작은 통일된 668년의 마지막 두 수자를 표시한 것이다. 그런데 준비자세에서 칼을 오른손으로 뽑아야 할 것을 왼손으로 뽑은 것은 외세와 야합하여 동족에게 불리한 전쟁을 한 것을 의미한다.                                                                                      |
| 3단    | 최영                | 고려말기(14세기)의 수상이며 삼군도통사였던 최영 장군의 이름을 딴 것이다. 최영 장군의 충성심과 애국심 그리고 겸손한 풍모는 온 국민의 의표가 되었으나 그의 부하였던 이성계의 반란으로 처형당했다. |
| 4단    | 연개                | 고구려의 명장 연개소문을 뜻함인데 49개의 동작은 그가 안시성싸움에서 당태종이 이끈 근 30만의 당나라군사를 물리치던 해인 649년의 마지막 두 수자를 표시한 것이다. |
| 4단    | 을지                | 이것은 고구려 명장(제7세기) 을지문덕 장군의 이름을 딴 것으로서 연무선(乙)은 그의 이름의 첫 자를 의미한다. 동 장군은 612년에 당나라 양제가 이끌고 우리 나라를 침입한 약 100만에 가까운 대군을 유격전으로 완전히 분산격퇴시킨 유명한 전략가였다. 그리고 42개 동작은 이 틀을 만들었을 때의 저자의 나이를 뜻한 것이다.                              |
| 4단    | 문무                | 신라 제 13대 왕인 문무대왕을 뜻하는 것인데 61개 동작은 그가 왕위에 오르던 661년의 마지막 두 수자를 표시한 것이다. 문무왕의 시체는 그의 유언인 '나의 혼은 그곳에서 영원히 내 나라를 일본의 침략으로부터 방위하리라'대로 바다 안에 있는 대암산에 매장되었고 신라문화의 극치로 알려져 있는 석굴암은 바로 이 왕묘를 지키기 위해 지어진 것이라 한다. |
| 5단    | 서산                | 임진왜란(1520-1604)때에 승병을 일으킨 서산대사 최현응의 호를 딴 것인데 72개 동작은 그의 제자인 사명당의 도움을 받아 승병을 일으킬 때의 연령을 뜻한 것이다. 용감무쌍한 이 승병들은 1592년 평안도까지 침입해온 왜적을 완전히 물리칠뿐만 아니라 이순신 장군과 연합작전하여 통천 앞바다에서 거의 전멸시켰다 한다.                                   |
| 5단    | 세종                | 이것은 조선역사상 가장 뛰어난 제왕의 한 사람으로서 1442년에 세계 최초의 측우기와 1443년에 한글을 발명한 세종대왕을 의미한다. 연무선(王)은 대왕을 의미하며 24개 동작은 훈민정음의 수자를 뜻한 것이다. |
| 6단    | 통일                | 이것은 1945년 남북으로 갈라진 조선을 통일할 데 대한 결의를 표시한 것이며 연무선(l)은 단일민족을 뜻한 것이다 |

ITF 단 및 급 
ITF 태권도는 10급~1급을 유급자, 1단~3단을 부사범, 4단~6단을 사범, 7~8단을 사현, 9단을 사성이라 칭한다. 7단 이상 사현급은 심사가 아닌 위원회에서 태권도에 대한 공로에 따라 승단이 되기 때문에 사범급 이상의 숫자는 매우 적은 편이며 유단자가 되기까지 하루 1시간 반, 주 6일 기준으로 702시간이 소요되기 때문에 유단자의 숫자또한 타 무술에 비해 비교적 적은 편이다.
WT와의 용어적 차이

ITF와 WT에 사용되는 대표적인 용어의 차이는 다음과 같다
| ITF 용어         | WT 용어                       |
| ---------------- | ----------------------------- |
| 틀               | 품새                          |
| 찌르기           | 지르기                        |
| 때리기           | 치기                          |
| 뚫기             | 찌르기                        |
| 걷는서기         | 앞굽이                        |
| ㄴ자 서기        | 뒷굽이                        |
| 앉는서기         | 주춤서기                      |
| 고정서기         | 없음                          |
| 낮춰서기         | 없음                          |
| 손칼             | 손날                          |
| 발칼             | 발날                          |
| 앞차부수기       | 앞차기                        |
| 옆차찌르기       | 옆차기                        |
| 옆차밀기         | 없음(비공식적으론 옆밀어차기) |
| 옆차뚫기         | 없음                          |
| 돌려차기         | 돌려차기                      |
| 옆돌려차기       | 없음                          |
| 뒤차찌르기       | 뒤차기                        |
| 반대돌려차기     | 없음                          |
| 반대돌려걸처차기 | 몸돌려 뒤후리기               |

WT와 ITF의 용어체계는 상이하게 다르며 힘의 원리 또한 다르다. WT 태권도는 이동 시 낮은 자세의 무게중심의 이동을 통한 직선으로 공격하거나 방어하는 형태를 취하고 있다. ITF 태권도는 무게중심을 낮췄다가 올려 마지막 공격시 올라간 무게중심을 낮추는 형식으로 공격과 방어를 취한다. 즉 동작과 동작 사이에 율동선(~)을 그리는데 이를 "사인 웨이브"라 칭한다.

## ITF의 분열
2002년 최홍희의 사후 후계 문제로 ITF는 크게 3개 단체로 분열되고 이후 다른 사정으로 갈라진 분파도 있고 그외에 여러 군소분파들도 발생한다
- 2002년 최홍희 총재가 사망하고 대한민국으로 오창진(당시 사무총장 현재 독자적으로 운영 중) 귀환 하였으며 북한과는 반대되는 입장을 취하고 있으며 당시 최홍희 총재의 아들 현 총재 최중화와 함께 대한민국으로 귀환을 하였다.
- 최홍희의 아들 최중화가 이끄는 ITF는 현재 장웅계 ITF의 행보에 대해 비판적인 입장을 취하고 있으며 북한은 ITF 종주국이 아니라는 입장을 취하고 대한민국 진출에도 적극적으로 나서고 있다
- 북한 중심의 ITF(총재: 리용선. 명예총재,前 총재 장웅 IOC 위원)는 동유럽,중앙아시아,몽골,중국 등등 구 공산권 국가들에 ITF 태권도 해외시범단을 파견하고 있다.
- 트란콴계 ITF는 베트남 출신의 트란콴이 새로 만든 단체이다. 그러나 아이티지진으로 인해 트란콴은 사망했으며 아르헨티나 출신의 트라이젠버그가 총재를 맡고 있다.

## 같이 보기
- 세계 태권도 연맹
- 국제 태권도 연맹
- 태권도진흥재단
- 태권도원
- 국기원
- 대한태권도협회